# Kristen Cloke
Kristen Ann Cloke (Los Angeles, 2 settembre 1968) è un'attrice statunitense.

## Filmografia parziale

### Cinema
- Megaville, regia di Peter Lehner (1990)
- Bella, bionda... e dice sempre sì (The Marrying Man), regia di Jerry Rees (1991)
- Frequenze pericolose (Stay Tuned), regia di Peter Hyams (1992)
- Confronto finale (The Rage), regia di Sidney J. Furie (1997)
- Il 13º guerriero (The 13th Warrior), regia di John McTiernan (1999) - non accreditata
- Final Destination, regia di James Wong (2000)
- Willard il paranoico (Willard), regia di Glen Morgan (2003) - non accreditata
- Black Christmas - Un Natale rosso sangue (Black Christmas), regia di Glen Morgan (2006)
- Lady Bird, regia di Greta Gerwig (2017)

### Televisione
- Due poliziotti a Palm Beach (Silk Stalkings) - 3 episodi (1992)
- Mother of the Bride - film TV (1993)
- Un detective in corsia (Diagnosis: Murder) - 2 episodi (1993)
- Winnetka Road - 6 episodi (1994)
- Space: Above and Beyond - 23 episodi (1995-1996)
- Millennium - 10 episodi (1997-1998)
- The Others - 2 episodi (2000)
- X-Files - 2 episodi (1996, 2018)

## Vita privata
Dal 1998 è sposata con il produttore, sceneggiatore e regista Glen Morgan. La coppia ha quattro figli.

## Doppiatrici italiane
Nelle versioni in italiano delle opere in cui ha recitato, Kristen Cloke è stata doppiata da:
- Alessandra Cassioli in X-Files (Melissa)[1]
- Christian Iansante in X-Files (Sydney)[1]
- Simona Izzo in Millennium
- Roberta Pellini in Final Destination
- Valeria Falcinelli in Lore - Antologia dell'orrore